# 蒙山附地菜
蒙山附地菜（学名：Trigonotis tenera）是紫草科附地菜属的植物，是中国的特有植物。分布在中国大陆的山东等地，生长于海拔900米至1,500米的地区，常生长在林下阴湿、林缘、山地草坡及山坡岩石缝，目前尚未由人工引种栽培。